# Life As We Know It
Life As We Know It är en amerikansk TV-serie som handlar om highschoolkillarna Dino, Jonathan och Ben. Serien utspelar sig i staden Seattle i delstaten Washington. Serien spelades in i en säsong om 13 avsnitt; men eftersom serien riktade sig mot samma tittare som OC, samt sändes på samma tid, blev den kortfattad. Endast 11 avsnitt sändes men de två sista fanns på dvd:n med massor extramaterial.
Life As We Know It är baserad på boken Ung och kåt (Doing It), på svenska även kallad Killar och tjejer, av Melvin Burgess.
Skådespelare i serien är Kelly Osbourne, Jon Foster, Sean Faris, med flera.